# Valentin Cojocaru
Valentin Alexandru Cojocaru (sinh ngày 1 tháng 10 năm 1995) là một cầu thủ bóng đá người România thi đấu ở vị trí thủ môn cho Viitorul Constanța.

## Sự nghiệp câu lạc bộ
Năm 2011, anh được chọn thử việc tại Liverpool, nhưng anh trở lại Steaua vì câu lạc bộ không đồng ý chuyển nhượng. 
Anh có màn ra mắt cho Steaua București vào ngày 7 tháng 5 năm 2013 trước Gloria Bistrița, với chiến thắng 1–0. Anh là con trai của cựu trọng tài bóng đá Ispas Cojocaru.

## Sự nghiệp quốc tế
Vào tháng 11 năm 2016 Valentin Cojocaru lần đầu được triệu tập to the senior România squad for matches against Ba Lan và Nga.

## Thống kê sự nghiệp

### Câu lạc bộ
Tính đến 5 tháng 5 năm 2018
| Câu lạc bộ          | Mùa giải            | Giải vô địch | Giải vô địch | Cúp     | Cúp       | Cúp Liên đoàn | Cúp Liên đoàn | Châu Âu | Châu Âu   | Khác    | Khác      | Tổng cộng | Tổng cộng | Tổng cộng |
| Câu lạc bộ          | Mùa giải            | Số trận      | Bàn thắng    | Số trận | Bàn thắng | Số trận       | Bàn thắng     | Số trận | Bàn thắng | Số trận | Bàn thắng | Số trận   | Bàn thắng |           |
| ------------------- | ------------------- | ------------ | ------------ | ------- | --------- | ------------- | ------------- | ------- | --------- | ------- | --------- | --------- | --------- | --------- |
| Steaua II București | 2010–11             | 3            | 0            | 0       | 0         | –             | –             | –       | –         | –       | –         | 3         | 0         |           |
| Tổng cộng           | Tổng cộng           | 3            | 0            | 0       | 0         | –             | –             | –       | –         | –       | –         | 3         | 0         |           |
| Steaua București    | 2011–12             | 0            | 0            | 0       | 0         | –             | –             | 0       | 0         | –       | –         | 0         | 0         |           |
| Steaua București    | 2012–13             | 3            | 0            | 0       | 0         | –             | –             | 0       | 0         | –       | –         | 3         | 0         |           |
| Steaua București    | 2013–14             | 0            | 0            | 0       | 0         | –             | –             | 0       | 0         | 0       | 0         | 0         | 0         |           |
| Steaua București    | 2014–15             | 7            | 0            | 4       | 0         | 2             | 0             | 0       | 0         | 0       | 0         | 13        | 0         |           |
| Steaua București    | 2015–16             | 7            | 0            | 4       | 0         | 3             | 0             | 5       | 0         | 1       | 0         | 20        | 0         |           |
| Steaua București    | 2016–17             | 2            | 0            | 0       | 0         | 0             | 0             | 1       | 0         | –       | –         | 3         | 0         |           |
| Tổng cộng           | Tổng cộng           | 19           | 0            | 8       | 0         | 5             | 0             | 6       | 0         | 1       | 0         | 39        | 0         |           |
| Crotone (mượn)      | 2016–17             | 0            | 0            | 0       | 0         | –             | –             | –       | –         | –       | –         | 0         | 0         |           |
| Tổng cộng           | Tổng cộng           | 0            | 0            | 0       | 0         | –             | –             | –       | –         | –       | –         | 0         | 0         |           |
| Frosinone (mượn)    | 2016–17             | 0            | 0            | –       | –         | –             | –             | –       | –         | –       | –         | 0         | 0         |           |
| Tổng cộng           | Tổng cộng           | 0            | 0            | –       | –         | –             | –             | –       | –         | –       | –         | 0         | 0         |           |
| Apollon Limassol    | 2017–18             | 0            | 0            | –       | –         | –             | –             | –       | –         | –       | –         | 0         | 0         |           |
| Tổng cộng           |                     | 0            | 0            |         |           |               |               |         |           |         |           | 0         | 0         |           |
| Viitorul Constanța  | 2017–18             | 12           | 0            | 0       | 0         | 0             | 0             | 0       | 0         | 0       | 0         | 12        | 0         |           |
| Tổng cộng           |                     | 12           | 0            | 0       | 0         | 0             | 0             | 0       | 0         | 0       | 0         | 12        | 0         |           |
| Tổng cộng sự nghiệp | Tổng cộng sự nghiệp | 34           | 0            | 8       | 0         | 5             | 0             | 6       | 0         | 1       | 0         | 54        | 0         |           |

## Danh hiệu

### Câu lạc bộ
Steaua București
- Liga I: 2012–13, 2014–15
- Siêu cúp bóng đá România: 2013
- Cúp bóng đá România: 2014–15
- Cúp Liên đoàn bóng đá România: 2014–15, 2015–16